# 黄昏の橋
『黄昏の橋』（たそがれのはし）は、高橋和巳の長編小説。1968年（昭和43年）10月から1970年（昭和45年）2月にかけて『現代の眼』に断続的に連載されたが、高橋の病気療養のため第一部をもって一度打ち切られ、1971年（昭和46年）5月3日の高橋の病死により、そのまま未完に終わった。単行本は同年6月、筑摩書房より刊行された。文庫版は新潮文庫より刊行されていた。
組合活動での精神の挫折を経て、虚無感を抱いている学芸員の青年が、大学闘争の渦中での学生の死を目撃したことをきっかけに、事件の目撃者として自発的な行動を始めるという物語を通して、大学生活で身につけた観念と、卒業後の生活との間の断層に生きざるを得ない、「失明の階層としての青年知識人」の姿を描く。

## あらすじ
国立博物館で学芸員として働く青年、時枝正和は、かつて高校の教師であった頃、教職員組合の分会長を務め、偏向教師と見做された者の配置転換の阻止、教科書の選択に加わる圧力などと真摯に闘っていた。そんな中、配置転換の問題から実験助手の女性が服毒自殺未遂を起こすという事件が起き、組合に大きな衝撃を与えた。責任を認めた時枝は女性の相談に乗ったが、次第に2人は複雑な関係に陥ってゆき、やがて時枝は挫折する。
その後、時枝は職を転々としてのちに学芸員となったが、やがて博物館でも孤立して上司の信頼を失い、同僚からも気味悪がられる立場となってしまう。その理由としては、奈良の寺院へ掛軸の借款交渉に赴いた際に何日経っても戻らず、木賃宿で金の続く限り酒を飲み続けていた、という出来事があった。しかしそうなった理由は時枝にもわからず、ただ何となくそうなったというに過ぎなかった。また、自身の姉が結婚した際には、幼年時代の姉弟の思い出に浸り、列車に乗り遅れて婚礼に遅刻してしまう、という出来事もあった。
このように、精神の挫折を経てのち、目標も仕事への忠誠心もなく、自堕落な生活を送っている時枝だったが、郷里の高松にいる母から、父の病気が思わしくないこと、姉の婚家との不和など、今後のことを相談したいとの連絡を受け、帰省することとなる。休暇を取って伊丹飛行場へと向かった時枝は、飛行場近くの米軍の軍用機修理工場を、反代々木系の全学連が包囲し、それを排除しようとする機動隊と乱闘となる場面に遭遇する。そのとき一人の学生が機動隊に殴打されて頭を割られ、血まみれになって橋から転落するのを目撃した。
翌日に帰郷した時枝だったが、目撃した事件のことが気にかかり、父の病気が絶望的らしいことを聞かされても、さほど驚いた様子も見せない。警察の発表や新聞報道では、学生は仲間の投石によって負傷して転落したために死亡した、ということになっていた。時枝の頭は珍しく回転し始め、自発的に何かを始めよう、との決意を抱いて、郷里から戻ってきた。
しかし帰ってきた下宿先で時枝は、下宿の次女で女子大生の矢野恵子が、学生寮問題での学長との団交中、経営母体を同じくする教育大学の体育会の学生に、棍棒で顔面を殴られ負傷する、という事件が発生していたことを知り、衝撃を受ける。時枝は、大学から贈られた見舞を不当なものと感じて、代理人として返却に赴くが、これが却って仇となり、恵子の母である駒と長女・徳子との間に確執が生じる。一方で恵子との間には連帯感が生まれ、急速に親密になっていった。
これまで社会から目をそむけてきた時枝は、この二つの事件によって、初めて現実に直面し、揺り動かされてゆく。敗戦後に焼け跡を放浪していたときの怒りと悲しみを思い出した時枝は、はっきりとした行動を取ろうと決心し、事件の担当弁護士が死亡した学生・細川富夫の頬と頭部に何かで突かれたような挫創があったことや、警察や検察だけが立ち合う解剖などに抗議文を発表した、ということを確認すると、矢野恵子とともに細川のガールフレンドの深瀬幸子を訪ね、また裁判にも傍聴に出掛け、裁判が分離裁判の形で開かれることに疑念を抱く。そして、遂に大声で「おかしいじゃないか、この裁判は」と叫ぶのだった。

## 登場人物
- 時枝 正和 - 主人公[5]。国立博物館に勤務する学芸員の青年。過去には高校で歴史を教え、教職員組合の分会長を務めていたが、組合活動の中での精神の挫折を経て[15]、現在は投げやりで怠惰な生活を送り、職場での信頼もない[16]。心も衰弱して無感動な性格となっているが、浮世絵にだけは僅かに興味や関心を残しており、論文も書きかけている[17]。
- 矢野 恵子 - 時枝の下宿先の二女で、女子大生[13]。
- 矢野 徳子 - 時枝の下宿先の長女[13]。
- 矢野 駒 - 時枝の下宿先の家主[18]。徳子・恵子の母親[13]。
- 細川 富夫 - 機動隊に殴打され、橋上から転落して死亡した学生[11]。
- 深瀬 幸子 - 細川富夫のガールフレンド[13]。民青系の活動家[19]。
- 高崎 公江 - 時枝の高校教師時代、服毒自殺未遂を起こした実験助手の女性[8]。時枝との関係を続けている[20]。

## 執筆・発表経過

### 『古風』
高橋は1956年（昭和31年）10月、友人の小松左京・豊田善次・石倉明・橘正典とともに同人誌『対話』を創刊し、翌1957年（昭和32年）2月の第二号に、『古風』と題する小説の、第二章までを発表している。翌1958年（昭和33年）8月の第三号には第三章までを発表したが、以降は書かれることなく、未完の作品となった。
『黄昏の橋』の第二章までは、『古風』の第二章までをほぼそのまま生かした形となっており、時枝正和・矢野駒・矢野徳子・辻文麿といった共通の人物も登場する。ただし、『古風』では矢野恵子や高崎公江は登場しないほか、第三章では『黄昏の橋』とは全く異なる展開となり、古代インドの原始仏教、特に紀元前5世紀ごろに現れた六師外道の、マッカリ・ゴーサーラによる破局の予言「八終局」の考察がなされている。この部分はのちに、『邪宗門』の重要な要素として取り入れられた。

### 題材となった事件
本作では、重要な要素として、京都大学の学生であった山崎博昭の死が用いられている。山崎は1967年（昭和42年）10月8日に東京国際空港（羽田空港）において、佐藤榮作内閣総理大臣の南ベトナム行阻止闘争（第一次羽田事件）に参加し、弁天橋上で機動隊と衝突して死亡した。高橋は、本作の執筆について「山崎君の死がひとつの契機になっております」とした上で、以下のように述べている。
川西政明はそのほかに、1953年（昭和28年）11月11日に発生した荒神橋事件、1968年（昭和43年）8月17日に発生した新明和工業事件が基になっている、と分析している。荒神橋事件は、11月8日から京都市内で行われていた全日本学園復興会議の総会会場としての京都大学法経第一教室の使用を、学校側が認めなかったことから行われていた抗議運動の中、学生らが「わだつみ像歓迎市中行進」に参加するため荒神橋を渡ろうとしたところ、警官隊と衝突し、欄干が外れて学生13名が鴨川へ転落、重軽傷者11名を出した事件である。新明和工業事件は、大阪空港軍事利用反対を叫ぶ新左翼の学生らが、米軍機や自衛隊機の修理点検等を行う新明和工業伊丹工場へ突入した事件であり、作中の細川富夫の死には、この三つの事件が重ね合わされて描かれている。

### 連載と中断
『黄昏の橋』は、1968年（昭和43年）10月から1970年（昭和45年）2月にかけて『現代の眼』に断続的に連載された。回数は全13回。1970年6月の誌上で、高橋は病気療養のため、これまでの分を第一部として一度打ち切り、後日を期す旨を記した。
しかし、1971年（昭和46年）5月3日の高橋の病死により、本作はそのまま未完に終わり、同年6月、単行本が筑摩書房より刊行された。なお、1968年3月の連載第5回で、本来は第六章のはずが第五章と表記され、その誤りが最後まで訂正されなかったため、初出と単行本では1章ずつのずれが生じている。
本作は、全国的に大学闘争が拡大し、高橋自身、教官としても文学者としても、京大闘争や70年安保闘争と関わり、また自らの病と闘いつつといった、満身創痍の中で書き継がれた作品だった。脇坂（1999）は、連載当時の1969年（昭和44年）、高橋は京大学園紛争に関わっていたほか、秋には京都で倒れて鎌倉へ帰郷・入院し、翌1970年5月には手術を受けるなど、とても本作を完成させることは不可能な状況だった、としている。

## 評価・分析
真継伸彦は高橋の死後、本作を読み返そうとして挫折したとし、「『黄昏の橋』には冒頭から、いかにも高橋ごのみの、良心に責め苛まれて半狂人のようになり、常軌を逸した生活をつづける人物がでてくる。それは興味をそそられるのであるが、文体には、死を目前にした者が舌足らずに、思いのありたけを訴えようとするかのような性急さがあった。私には、その切迫性がやりきれなかった」と述べている。そして、「作者が死を前にしていかに絶望的にせっぱつまっていようと、読者に素顔を見せてしまって、直接何事かを訴えかけ主張しようとすれば、よい作品にはならない。私は高橋が『黄昏の橋』を書いていた時に、眼近な死を予期していたかどうかは知らない。しかしその文体は眼近な死を予感した者のものであって、この作品ではもはや作中人物よりも、書いている高橋自身が悲劇の主人公であるという気が私にはした」としている。
小林隆と磯田光一は、高橋の評論『失明の階層』（『中央公論』1963年8月号）に結び付けて本作を考察している。
小林はこの文章から、本作の主題は高橋が『悲の器』以来一貫して追求し続けてきた、「エリート層が指導する理念社会（進歩の観念が優先する学校、とりわけ大学）と利益社会（としての一般社会）との断層」という問題であるとし、「そのような二つの価値観の矛盾と断層のはざまにあって永遠に救済されることのない失明の階層としての青年知識人」という、時枝正和の宿命的人生を最も典型的な形で追求されている、と述べている。
そして高橋が講演『文学の根本に忘れ去られたもの』で挙げている、観念と生活の乖離に引き裂かれた知識人のタイプの一つ「観念と生活との落差を自分の自律的な試練と行動とによって埋めていこうとする」人物と考えられるとし、また郷里の高松へ帰ってのちも、時枝がそこを自己を慰めてくれる救いの場とは考えておらず、作中においても「時枝にとって、かつて〈近代〉とは家族とその交際の網の目から脱出することであり、いまは些さか疲れて、過去の浅薄な〈近代〉の理念に疑惑は懐きつつも、やはり彼は血の脈絡やその結節から派生する人間関係に遡行して慰めを求める気持はなかった。後悔よりも空虚を、むしろ彼は欲しており、昔読んだ小説『生活の探求』の誠実よりは、四方を白い壁に閉ざされた、荒涼たる世界、その中での頽廃を彼はむしろ望んでいた」とあることから、精神の挫折を経てもなお、時枝は理念的自意識を失っておらず、『生活の探求』のように、都会の空気に疲れて故郷の農村に定着するといった、安易な誠実を選んでいないことがわかる、としている。
磯田光一は、学芸員という時枝の設定が、作品の主題の展開に極めて適切なものだったと考えられるとし、その理由として「大学の研究室に残って学問への忠誠を果たすのでもなく、営利企業のメカニズムに入りこむのでもなく、いわばその中間の地点で "個体" の自由と "社会" のメカニズムの背反に思い悩むという条件」が成立しているため、としている。また、時枝が立身出世型の青年ではなく、美術や歴史を学び、間の抜けているが奇妙にニヒリスティックな心情を持っていることも重要で、こうした文学青年的な放漫さは、性格の善良の表れでもあるとした上で、こうした人間が社会組織の上層部に出にくいのは当然で、だからこそ時枝は高級とはいえない下宿に暮らしているが、この下宿などに流れる「日常性」によって「思想」が相対化されてゆく亀裂を描くのがこの小説であると言えるかもしれない、と分析している。
脇坂充は、「これから物語が展開するというところで中断されていて、何とも残念な作品である。何よりも時枝がユーモラスに描かれているところが新しい境地に見えて、期待を抱かせるだけにこの思いは強い」と惜しんでいる。小林隆もまた、高橋は『日本の悪霊』をもって、それまでに書いていた「極端にまで否定的人物像として典型化された主人公が、ある契機を境として突如として破滅に向かい、主題としては破壊と自罰が追求される」といった作品群で成る一つのサイクルを終わらせ、新たな自己をその後の作品に意図していたとして、「残念なことには、高橋和巳の死によって小説は永久に未完に終ってしまい、作者の意図は実を結ぶことなく終ってしまったのだった」と述べている。
また小林は、この後に予定されていた展開については知る由もないとしつつ、「主人公・時枝は事件の真相を表明するために、あるいはまた、統一公判を主張する人たちのために、しばらくは証人として、裁判に喚問されることだろう。しかしまた、そのために恐らくは現在の職場を追われることにもなるだろう。彼は永久に救済されることのない、失明の階層の知識人として、十字架を背負いつづけねばならないだろう」と考察している。

## 書誌情報

### 刊行本
- 『黄昏の橋』（筑摩書房、1971年6月26日）
- 文庫版『黄昏の橋』〈新潮文庫〉（新潮社、1975年10月30日）
  - 解説：磯田光一。カバーデザイン：小貫政之助。
- 『黄昏の橋』〈P+D BOOKS〉（小学館、2018年5月）
  - 装幀：おおうちおさむ（ナノナノグラフィックス）。B6判、ペーパーバック。

### 全集収録
- 『高橋和巳全小説10 白く塗りたる墓 黄昏の橋』（河出書房新社、1975年6月15日）
  - 収録作品：「白く塗りたる墓」「黄昏の橋」「もう一つの絆」「遙かなる美の国」
- 『高橋和巳全集 第十巻 小説10』（河出書房新社、1978年1月15日）
  - 収録作品：「黄昏の橋」「遙かなる美の国」「三人の父」「奇妙な終宴」「神よ、我れこの児を殺さむ」「国家」